# Bandipora
Bandipora est une ville indienne située dans le district de Bandipora dans le territoire du Jammu-et-Cachemire. En 2011, sa population était de 27 482 habitants.